# Opération Karez
 (signalé en mai 2025).
Si vous disposez d'ouvrages ou d'articles de référence ou si vous connaissez des sites web de qualité traitant du thème abordé ici, merci de compléter l'article en donnant les références utiles à sa vérifiabilité et en les liant à la section « Notes et références ».
- Archive Wikiwix
- Bing
- Cairn
- DuckDuckGo
- E. Universalis
- Gallica
- Google
- G. Books
- G. News
- G. Scholar
- Persée
- Qwant
- (zh) Baidu
- (ru) Yandex
- (wd) trouver des œuvres sur Wikidata

Guerre d'Afghanistan
L'opération Karez est une opération militaire norvégienne contre la guérilla des talibans en Afghanistan. Elle dura du 13 au 23 mai 2008.

## Contexte
Expulsés du nord de l'Afghanistan en 2001, les forces talibanes sont en 2007 de nouveau en mesure d'y mener des opérations d'envergure. L'opération Harekate Yolo fut lancée en octobre-novembre 2007 pour les contrer. L'opération ne permit cependant d'obtenir qu'un succès tactique alors que les insurgés battus fuyaient vers le Turkménistan. L'opération fut donc lancée pour améliorer la situation du gouvernement central afghan dans la province de Badghis.

## L'opération
Le 13 mai 2008, 250 Norvégiens sont envoyés près du village de Kor-e-Karez pour intercepter un groupe d'insurgé. Cependant, ce sont eux qui sont attaqués par les Talibans. Une fois la surprise passée, les Norvégiens, soutenus par des blindés et des mortiers, reprennent rapidement l'avantage et repoussent les assaillants.
D'autres combats ont lieu les 14 et 16 mai quand les Norvégiens attaquent les insurgés. Ces combats engagés à longue distance avec des armes lourdes sont des succès aisés pour les soldats de l'OTAN.

## Pertes
La Coalition ne déplore aucune perte. Elle estime celles des Talibans entre 13 et 15 morts.